# Abel Hahnsson
Johan Abel Hahnsson, född 2 januari 1842 i Åbo, död där 7 december 1903, var en finländsk agronom.

## Biografi
Abel Hahnsson utbildades både inom teknik och lantbruksvetenskap, och titulerades därför både som civilingenjör och agronom. Han bedrev studier vid Tekniska realskolan i Åbo, vid Chalmers slöjdskola i Göteborg samt gick ettårig utbildning vid Applerum lantbruksskola i Arby socken i Kalmar län.
Han verkade som lärare vid Birilä lantbruksskola i Reso åren 1864-1869.
På förord av kejserliga finska hushållningssällskapet och av Kejserliga senaten för Finland understödd fick han ett års vistelse 1869-1870 i England och Skottland för att ta del av jordbruksnäringen i nämnda länder. Särskilt gällde detta dränerings- och dikningsarbeten, ängsvattning, foderväxtodling, ladugårds och mejerihantering. Publicerar reserapporter 1871 och 1881. 
Han blev utnämnd till direktör för Leväis jordbruksskola invid Kuopio stad från 1 januari 1870. Han utnämndes i februari 1872 till länsagronom i Åbo och Björneborgs län. Han innehade länsagronomtjänsten till oktober 1903 då han beviljades pension på livstid.
Han ägde åren 1864-1875 Kaupi hemman om 1 mantal i Reso socken, varefter han sålde det till Fredrik Sandell från Vahaniemi gård i Reso. Han köpte år 1876 Lundqvists gård på Lilla Westerlånggatan nr 1 i Åbo.
Han var son till köpmannen Johan August Hahnsson (1812-1853) i Åbo och Johanna, född Borgenius (1805-1896). Han var från 1871 gift med Fanny Sofia, född Eklund (1853-1881). Efter hennes död gifte han om sig år 1900 med Ida, född Pettersson (1864-1954).